# 1951

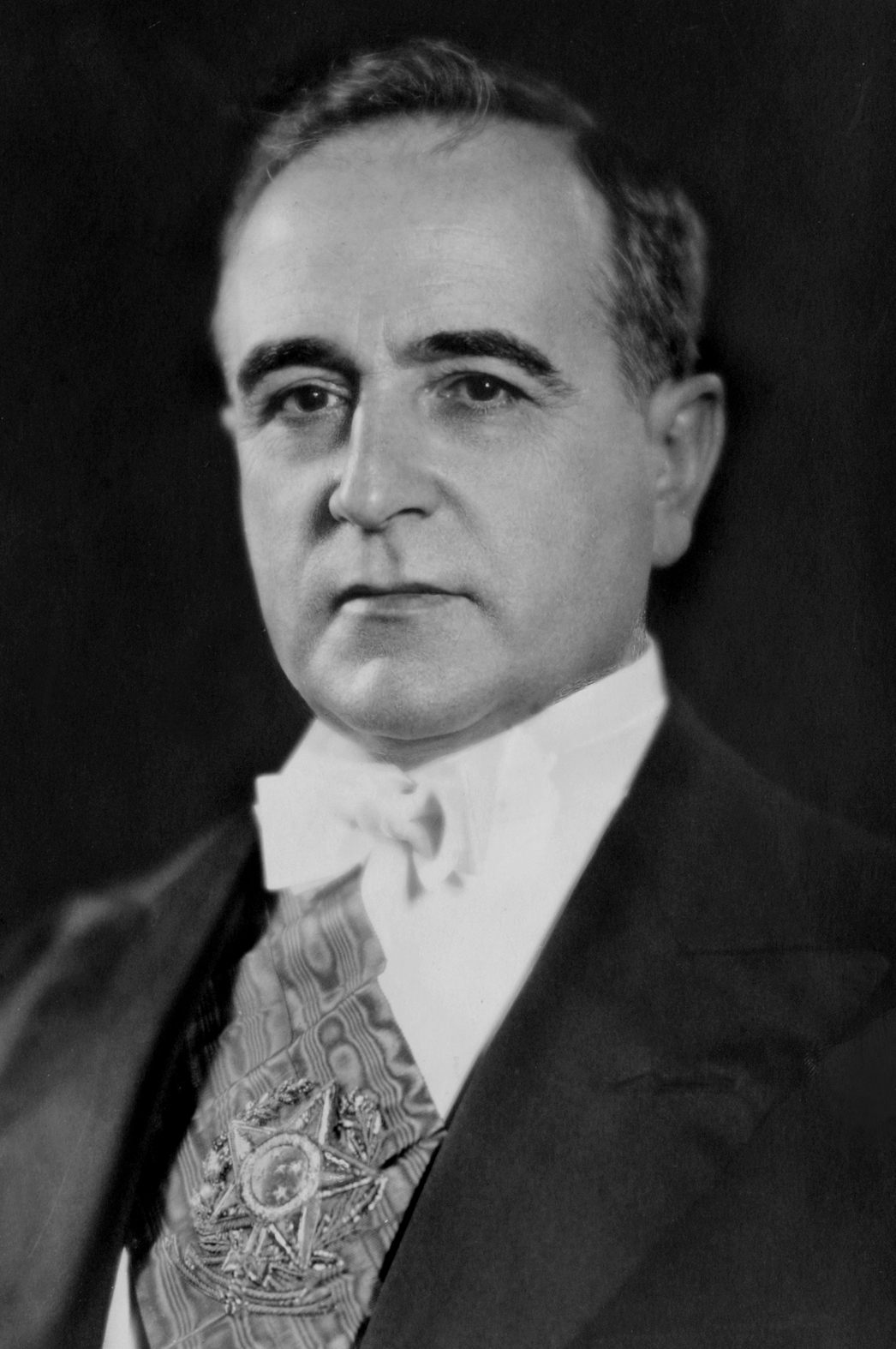
Getúlio Vargas, 17º Presidente do Brasil.

- Wikisource

- Wikisource

| Calendário gregoriano                                                        | 1951 MCMLI                          |
| Ab urbe condita                                                              | 2704                                |
| Calendário arménio                                                           | 1400 – 1401                         |
| Calendário bahá'í                                                            | 107 – 108                           |
| Calendário budista                                                           | 2495                                |
| Calendário chinês                                                            | 4647 – 4648 Início a 6 de fevereiro |
| Calendário copta                                                             | 1667 – 1668                         |
| Calendário etíope                                                            | 1943 – 1944                         |
| Calendários hindus - Vikram Samvat - Calendário nacional indiano - Cáli Iuga | 2006 – 2007 1872 – 1873 5051 – 5052 |
| Calendário Holoceno                                                          | 11951                               |
| Calendário islâmico                                                          | 1371 – 1372                         |
| Calendário judaico                                                           | 5711 – 5712 Início a 1 de outubro   |
| Calendário persa                                                             | 1329 – 1330 Início a 22 de março    |
| Calendário rúnico                                                            | 2201                                |
| Calendário solar tailandês                                                   | 2494                                |

1951 (MCMLI, na numeração romana) foi um ano comum do século XX que começou numa segunda-feira, segundo o calendário gregoriano. A sua letra dominical foi G. A terça-feira de Carnaval ocorreu a 6 de fevereiro e o domingo de Páscoa a 25 de março. Segundo o horóscopo chinês, foi o ano do Coelho, começando a 6 de fevereiro.

| Evento                                                   | Data            | Hora  |
| -------------------------------------------------------- | --------------- | ----- |
| Aquário                                                  | 20 de janeiro   | 20:53 |
| Peixes                                                   | 19 de fevereiro | 11:10 |
| primavera no hemisfério norte e outono no hemisfério sul |                 |       |
| Carneiro/equinócio                                       | 21 de março     | 10:26 |
| Touro                                                    | 20 de abril     | 21:49 |
| Gémeos                                                   | 21 de maio      | 21:16 |
| verão no hemisfério norte e inverno no hemisfério Sul    |                 |       |
| Caranguejo/solstício                                     | 22 de junho     | 05:25 |
| Leão                                                     | 23 de julho     | 16:21 |
| Virgem                                                   | 23 de agosto    | 23:17 |
| Outono no Hemisfério Norte e Primavera no Hemisfério Sul |                 |       |
| Balança/equinócio                                        | 23 de setembro  | 20:37 |
| Escorpião                                                | 24 de outubro   | 05:36 |
| Sagitário                                                | 23 de novembro  | 02:52 |
| inverno no hemisfério norte e verão no hemisfério sul    |                 |       |
| Capricórnio/solstício                                    | 22 de dezembro  | 16:01 |

| UTC: Portugal Continental, Madeira, Guiné-Bissau e São Tomé e Príncipe Subtrair (-): 1 h nos Açores e Cabo Verde 2 h nas Ilhas oceânicas brasileiras 3 h em Brasília, em Goiás, na Amazônia Oriental Brasileira e no nordeste, sudeste e sul brasileiros 4 h na Amazônia Ocidental Brasileira, Mato Grosso e Mato Grosso do Sul 5 h no Acre e sudoeste do Amazonas Adicionar (+): 1 h em Angola e Guiné Equatorial 2 h em Moçambique 8 h em Macau 9 h em Timor-Leste. |
| Adicionar uma hora durante a vigência do horário de verão: Portugal Continental : De 1 de abril a 7 de outubro de 1951 |

| Ano completo                         |
| ------------------------------------ |
| Ano comum com início à segunda-feira |

## Eventos
- 31 de janeiro - Getúlio Vargas assume seu segundo mandato como o 17º Presidente do Brasil, desta vez eleito por voto direto.
- 14 de março - Centro Académico da Democracia Cristã, em Coimbra (Portugal), foi feito Grande-Oficial da Ordem da Instrução Pública.
- 12 de junho - Fundado por Samuel Wainer, o jornal Última Hora.
- 22 de julho - O Palmeiras vence a Copa Rio de 1951 sobre a Juventus por 3 a 2 no placar agregado.
- 11 de novembro - Juan Perón é reeleito Presidente da Argentina.
- 6 de dezembro - Vargas apresenta o projeto de criação da Petrobrás.
- A Líbia, colônia italiana, declara independência e proclama Idris I como rei.

## Nascimentos
- 30 de janeiro - Phil Collins, baterista, cantor, compositor, multi-instrumentista, produtor musical e ator britânico.
- 31 de janeiro - Harry Wayne Casey, músico, e produtor estadunidense.
- 3 de fevereiro - Blaise Compaoré, presidente de Burkina Faso de 1987 até 2014.
- 17 de fevereiro - Amado Batista, cantor e compositor brasileiro.
- 20 de fevereiro - Gordon Brown, político britânico, ex-primeiro ministro do Reino Unido.
- 28 de março - Miguel Magno, ator e autor brasileiro (m. 2009).
- 21 de abril — Kim Young-ae, atriz sul-coreana (m. 2017).
- 03 de maio - Christopher Cross, músico, compositor, guitarrista, e cantor norte-americano.
- 08 de maio - Philip Bailey, cantor estadunidense de R&B, soul, gospel, funk, e também um dos vocalistas da banda Earth, Wind & Fire
- 19 de maio - Joey Ramone, cantor e baterista americano (m. 2001).
- 3 de junho - Jean-Claude Duvalier (Baby Doc), presidente do Haiti de 1971 a 1986 (m. 2014).
- 10 de junho - Laerte Coutinho, cartunista e chargista brasileira
- 16 de junho - Lou Sullivan, autor e ativista americano (m. 1991).
- 26 de junho - Lance Loud, músico e colunista de revista norte-americano (m. 2001).
- 27 de junho - Julia Duffy, atriz estadunidense.
- 2 de julho - Fabio Frizzi, músico e compositor italiano.
- 8 de julho - Anjelica Huston, premiada atriz, produtora, diretora, escritora, dubladora e ex-modelo americana.
- 18 de julho - José Ronaldo de Carvalho, político brasileiro.
- 10 de agosto - Juan Manuel Santos, Presidente da República da Colômbia desde 2010.
- 19 de agosto - John Deacon, Baixista da banda Queen de 1971 a 1996.
- 02 de setembro - Mark Harmon, ator estadunidense.
- 9 de setembro - Ramón Puerta, presidente da Argentina em 2001.
- 22 de setembro - David Coverdale, cantor e compositor britânico
- 12 de novembro - Marcelo Rezende, apresentador de televisão brasileiro (m. 2017)
- 15 de novembro - Lori Lieberman, cantora e compositora estadunidense.
- 19 de novembro - Mihai Ghimpu, presidente da Moldávia desde 2009.
- 27 de dezembro
  - Ernesto Zedillo, presidente do México de 1994 a 2000.
  - Levy Fidelix, político brasileiro. (m. 2021)

## Mortes
- 27 de janeiro - Carl Gustaf Emil Mannerheim, presidente da Finlândia de 1944 a 1946 (n. 1867).
- 25 de março - Oscar Micheaux, autor, diretor de cinema e produtor norte-americano (n. 1884).
- 18 de Abril - António Óscar de Fragoso Carmona, presidente da República Portuguesa de 1926 a 1951 (n.1869).
- 7 de Maio - Miguel de Lima Valverde, Arcebispo de Olinda e Recife de 1922 a 1951, e 1º Bispo de Santa Maria de 1911 a 1922 (n.1872)
- 23 de Julho - Philippe Pétain, militar, primeiro-ministro da França em 1940 e presidente da França de 1940 a 1944 (n. 1856).
- 25 de Outubro - D.Amélia de Orleães, rainha de Portugal (n.1865).

## Prémio Nobel
- Física - John Cockcroft,[1] Ernest Walton.[1]
- Química - Edwin McMillan,[2] Glenn T. Seaborg.[2]
- Medicina - Max Theiler.[3]
- Literatura - Pär Lagerkvist.[4]
- Paz - Léon Jouhaux.[5]

## Epacta e idade da Lua
| Epacta gregoriana | 26 (XXVI) |
| Idade da Lua      | Letra G   |

## Por tema
- 1951 na arte
- 1951 no Brasil
- 1951 na ciência
- 1951 no cinema
- 1951 no desporto
- Divisões administrativas em 1951
- 1951 no jornalismo
- 1951 na literatura
- 1951 na música
- 1951 na política
- 1951 em Portugal
- 1951 na rádio
- 1951 no teatro
- 1951 na televisão